# Albor Tholus
Albor Tholus je vyhaslá sopka v oblasti Elysium Plantitia na Marsu. Sopka přiléhá jižně k vulkánu Elysium Mons a Hecates Tholus. Sopka Albor Tholus je 4,5 km vysoká se základnou okolo 160 km. Kaldera na vrcholku sopky má 30 kilometrů a je přibližně 3 kilometry hluboká.
Ve srovnání s pozemskými sopkami je kaldera netypicky hluboká. Snímky sondy Mars Express ukázaly, že sopka byla aktivní po dlouhou dobu Marsovské historie.
Pojmenována byla v roce 1973 latinským názvem dle klasického albedového jména.